# Fijn zaagpalpje
Het fijn zaagpalpje (Centromerus serratus) is een spin uit de familie hangmatspinnen (Linyphiidae).
Het fijn zaagpalpje wordt 1,2 tot 1,8 mm groot. De mannetjes kunnen groter worden dan de vrouwtjes. Het kopborststuk en de poten zijn grijsgeel tot honingkleurig. De cheliceren en de kop zijn wat donkerder. Het achterlijf is donker bruingrijs tot bijna zwart. De spin komt voor in bladafval en is wijdverspreid in Europa